# 周伟洲
周伟洲（1940年2月—），笔名秦波，广东开平人，现任陕西师范大学西北民族研究中心主任、教授、博士生导师。

## 生平
1940年2月生。1958年考取西北大学历史系考古专业，1962年毕业后考取西北大学历史系民族史专业研究生，师从马长寿。1965年毕业，1967年分配到陕西省博物馆工作。1973年调入西北大学历史系编写组，参与编写《沙俄侵略中国西部边疆史》。1986年破格由讲师提升为教授。1992年任西北大学文博学院院长。1993年由国务院学位委员会批准为博士生导师。

## 著作
发表学术论文近百篇。合译《武则天传》，著有《敕勒与柔然》（1983年上海人民出版社）、《英俄侵略我国西藏史略》（陕西人民出版社1984年版）、《吐谷浑史》（1985年宁夏人民出版社）、《汉赵国史》（1986年山西人民出版社）、《南凉与西秦》（1987年陕西人民出版社）、《唐代党项》（三秦出版社1988年版，广西师范大学出版社2006年再版）、《中国中世西北民族关系研究》（1992年西北大学出版社）、《西北民族史研究》 （1995年中州古籍出版杜）、《陕西通史·民族卷》（1998年陕西师范大学出版社）、《英国、俄国与中国西藏》（主编，2000年中国藏学出版社）、《边疆民族历史与文物考论》（2001年黑龙江教育出版社）、《长安与南海诸国》（西安出版社2003年版）、《早期党项史研究》（中国社会科学出版社，2004年版）、《丝绸之路大辞典》（主编，陕西人民出版社2006年版）、《唐代吐蕃与近代西藏史论稿》（中国藏学出版社2006年版）、《西北少数民族地区经济开发史》（主编，中国社会科学出版社2008年版）等。
参编《中国边疆经略史》（第三编第一、二、三、四章）（马大正主编，中州古籍出版社，2000年版）、《西夏通史》（第二、三章）（李范文主编，人民出版社、宁夏人民出版社，2005年版）。

## 兼职
兼任中国魏晋南北朝史学会顾问（原会长），中国民族文学会顾问（原副会长）、中国中亚文化研究协会副理事长、中国魏晋南北朝史学会会长、中国中外关系史学会副会长，中亚史学会副会长、中国民族史学会理事、中国中俄关系史学会常务理事。